# Camérolaite
La camérolaite è un minerale appartenente al gruppo della cianotrichite.